# Gutsbezirk Kaufunger Wald
Kaufunger Wald, Gutsbezirk Kaufunger Wald – obszar wolny administracyjnie (gemeindefreies Gebiet) w Niemczech w kraju związkowym Hesja, w rejencji Kassel, w powiecie Werra-Meißner. Teren jest niezamieszkany.  